# Uden forsvar
Uden forsvar er en sang og en single af Marie Key, udgivet på albummet De her dage i 2012 og som single året efter.
Sangen fik i 2013 platin (download) og tredobbelt platin (streaming), og opnåede en tredjeplads på downloadhitlisten og en andenplads på streaminghitlisten.

I forbindelse med DR Output-stafetten i 2015 lavede Djämes Braun en coverversion af sangen.

## Eksterne links
- Uden forsvar på DR.dk
- Uden forsvar på MusicBrainz

| Musik | Spire Denne musikartikel er en spire som bør udbygges. Du er velkommen til at hjælpe Wikipedia ved at udvide den. |